# Eddie Heywood

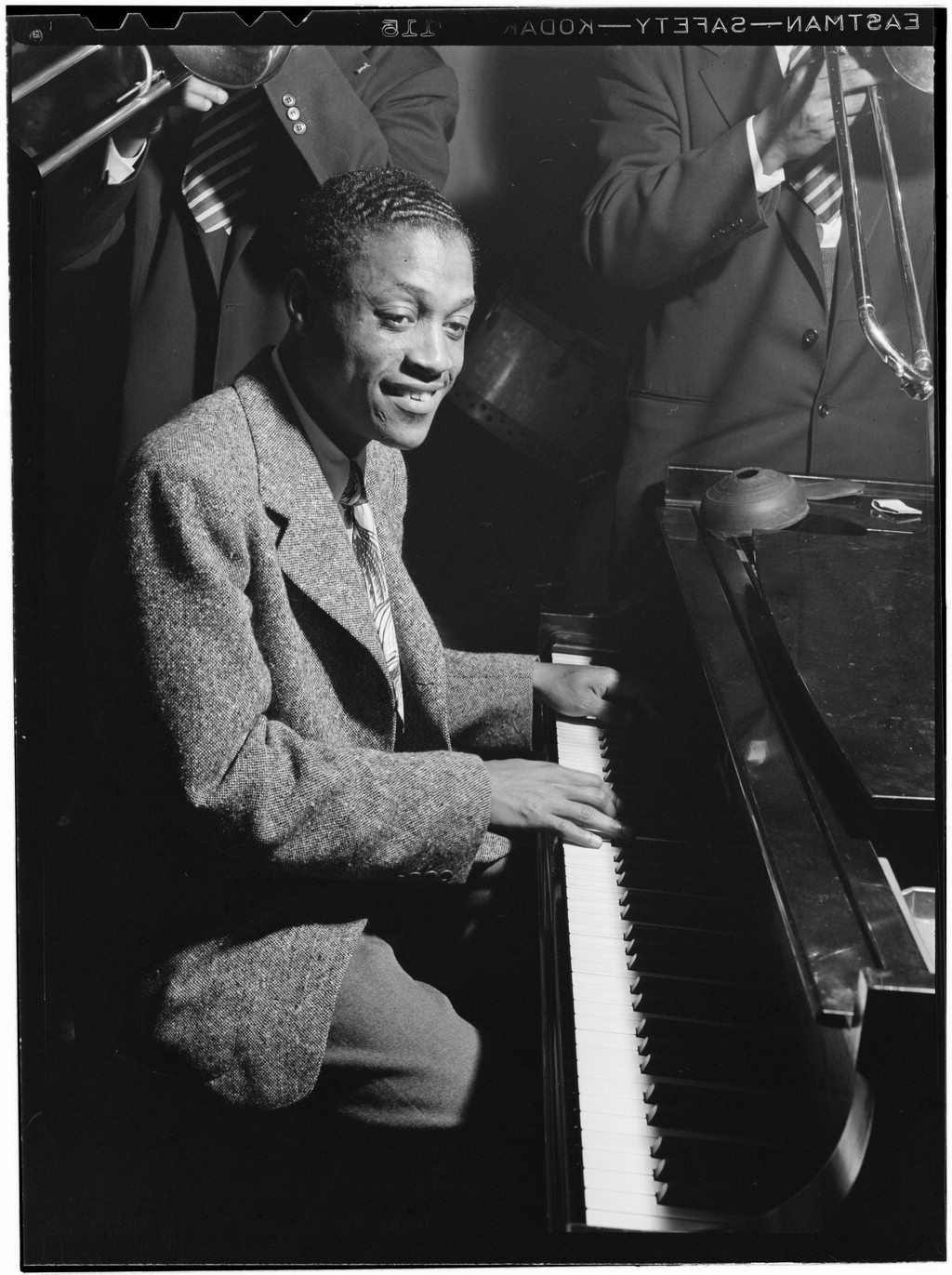
Eddie Heywood bei einem Auftritt im Three Deuces, New York, ca. Mai 1946.
Fotografie von William P. Gottlieb.

Edward „Eddie“ Heywood junior (* 4. Dezember 1915 in Atlanta in Georgia; † 2. Januar 1989 in North Miami) war ein US-amerikanischer Jazzpianist und Komponist des Swing, der mit seinem Sextett in den 1940er Jahren sehr populär war.

## Leben und Wirken
Sein Vater Eddie Heywood senior war in den 1920er Jahren als Pianist Leiter einer Vaudeville-Band und unterrichtete ihn ab 1923. Er spielte gelegentlich in der Band seines Vaters in Atlanta und begleitete dabei Ende der 1920er Jahre Ethel Waters und Bessie Smith. Heywood spielte danach in New Orleans, 1932 bei Wayman Carver und bei Clarence Love 1934 bis 1937 in Kansas City. 1938 zog er nach New York, wo er in Clubs in Harlem spielte. 1939/40 war er bei Benny Carter. Als Hauspianist im Village Vanguard in Greenwich Village und Leiter eines Trios begleitete er die Sänger. 1943 nahm er mit Coleman Hawkins auf („The Man I Love“) und gründete (unter Einfluss von John Hammond) ein eigenes Sextett mit Doc Cheatham, Vic Dickenson und Lem Davis, das ab 1943 im Café Society in Greenwich spielte („The biggest little band in the land“). 1944 hatten sie mit „Begin the Beguine“ ihren einzigen Hit (#16) in den Billboard Top 30. Im selben Jahr begleitete er mit seiner Band Billie Holiday (The Complete Commodore Recordings). Bis 1947 waren sie sehr erfolgreich und spielten u. a. mit Bing Crosby und in zwei Filmen („The Dark Corner“, „Junior Prom“).
Von 1947 bis 1950 konnte er nicht als Musiker arbeiten, da seine Hände teilweise gelähmt  waren. 1951 hatte er wieder ein eigenes Trio. Er spielte zunehmend Unterhaltungsmusik und komponierte. 1956 hatte er einen Hit mit seiner Komposition „Canadian Sunset“, gespielt vom Orchester Hugo Winterhalter. Weitere Hits aus seiner Feder waren „Land of Dreams“ und „Soft Summer Breeze“. Mit den Einnahmen aus „Canadian Sunset“ ließ er sich auf Martha’s Vineyard nieder und komponierte dort u. a. das Tongedicht „Portrait of Martha´s Vineyard“. In den 1960er Jahren wurde er wieder durch Lähmung, diesmal aufgrund der Parkinsonschen Krankheit, behindert, spielte dann aber ab 1971 weiter bis in die frühen 1980er Jahre. 1974 war er auf dem Newport Jazz Festival.
Am 2. Januar 1989 starb Eddie Heywood im Alter von 73 Jarhen in North Miami
Heywood hat einen Stern auf dem „Hollywood Walk of Fame“.